# بروماكوي (بيلا)
بروماكوي (Πρόμαχοι) هي مدينة في بيلا في مقاطعة فوريا إلادا في اليونان.